# Kerosin
Kerosin — московская панк-группа, основанная в 2008 году. На счету коллектива пять полноценных альбомов, включая четыре русскоязычных лонгплея и англоязычную пластинку.

## История

### Ранние годы (2008—2015)
Группа была образована в 2008 году в Москве. Помимо основателя, вокалиста и гитариста Саши Рок-н-Ролла, в первый состав также вошли бас-гитарист Вова Хомяк и барабанщик Дима Крок. В этом составе были записаны первые песни, которые, оказавшись на Myspace, привлекли внимание финской панк-рок группы Mean Idols, предложившей сделать совместный альбом. Пластинка под названием Split!, включавшая 6 треков Kerosin и 7 песен Mean Idols, была издана в начале 2010 года московским независимым панк-лейблом Rumble Fish Records.
С 2010 по 2012 год в группе происходила постоянная смена составов, но к марту 2012 года с новой ритм-секцией (Миша Басков на барабанах и Евгений Кузьмин на бас-гитаре) и бессменным лидером и автором всех песен Сашей Рок-н-Роллом группа начала активную концертную деятельность, впервые гастролируя в Калуге, Рязани, Владимире, а также отыграв в московском клубе Б2.
В 2013-м году вышел альбом «20 13» — первый полноценный лонгплей Kerosin, включавший в себя 12 песен на русском языке и кавер-версию баллады Ramones «She Talks To Rainbows». После выхода этой пластинки за группой окончательно утвердился термин «панк-н-ролл», точно отражающий тот факт, что в музыке Kerosin за дисторшн-гитарами и панк-рок-битами отчётливо прослеживалось влияние рокабили и ранней эры рок-н-ролла, что и стало одной из отличительных черт группы.
После выхода первого альбома музыканты дали большие интервью и исполнили «20 13» в эфире радио «Radio» в авторской программе Александра «Чачи» Иванова «В гостях у Чачи», а также на «Нашем Радио» у Семёна Чайки в программе «Живые».
Презентуя альбом «20 13», Kerosin отыграли концерты в Архангельске, Казани, Рыбинске, Краснодаре, Туле, Москве, выступили на фестивале «Парк Рока» в Пензе на одной сцене с группами «Король и Шут» и «Rockstar» (совместный проект экс-участников Scorpions, Guns’n’Roses, Alice Cooper и Judas Priest) и под конец года отправились в тур по Украине (Киев, Харьков, Днепропетровск, Винница и т. д.).
В феврале 2014 года Kerosin возобновили концертную деятельность в обновлённом составе, теперь уже как квартет с новым басистом и вторым гитаристом. Музыканты отыграли шоу в Иваново, Калуге, Белгороде и Рязани, а по возвращении в Москву выступили перед несколькими тысячами человек в зале Arena Moscow на разогреве у известной панк-группы Misfits/ Одним из последствий этого выступления стало то, что директор агентства «Mbp Agency» Дмитрий Ключников предложил группе открыть концерт The Adicts в московском клубе ТеатрЪ в апреле 2014. Сразу же после выступления с панк-рокерами The Adicts, Kerosin отправились в очередной тур (Курск, Алексеевка, Тамбов, Балашов, Саратов, Волгоград, Волгодонск), приняли участие в фестивале «Доброфест» и завершили год концертом в Казани. Также в конце года вышел второй студийный альбом «Панк и рок-н-ролл», который из-за очередных смен состава был записан Сашей Рок-н-Роллом практически в одиночку.

### 2015 — наши дни
2015 год начался с концертов в Архангельске, Москве, Калуге и Туле. Затем группа в очередной раз выступила на «Доброфесте» и за лето записала альбом «Булавка в моём сердце». Альбом был издан лейблом «Союз Мьюзик».
В 2016 году Kerosin отыграли серию концертов в Москве и регионах, снова выступили вместе с Misfits в Москве в клубе Известия Холл, сняли видео клип на песню «Никто не выйдет отсюда живым» и приступили к записи нового альбома «Всем смертям назло». В том же году Kerosin впервые провели турне по сёлам и деревням, где, как они выразились в одном из интервью, «не ступала нога рок-человека»: концерты прошли в таких местах, как Томаровка, Таволжанка, Бирюч, Алексеевка и других. Параллельно с гастролями Саша Рок-н-Ролл начал подготавливать материал для англоязычного альбома и весте переписку с Эдом Стазиумом, Дэниелом Рэем, Волтером Луром и некоторыми другими деятелями американской панк-сцены, обсуждая возможное сотрудничество.
Весь следующий год группа гастролировала и работала в студии над новой пластинкой. В 2017 вышел четвертый студийный альбом Kerosin «Всем смертям назло», ставший наиболее эклектичной работой группы, содержавший песни в стилях от металла до блюза, от электронных треков, до песен с банджо и саксофоном, дуэты с группой Порнофильмы, Архипом Ахмелеевым и регги-исполнителем Раскар
В самом начала 2018 года Kerpsin отправились в своё первое европейское турне, посвященное десятилетию группы, организованное старыми друзьями и коллегами из финской группы Mean Idols. Kerosin выступили в Тампере и Турку в Финляндии, затем в эстонских городах: Таллине, Тарту, Пярну, а также в Питере и Пскове. За первым туром по Финляндии почти сразу же последовал второй, с более обширной географией; также Kerosin отыграли свои первые концерты в Латвии. Завершился юбилейный тур совместным выступлением с барабанщиком групп Ramones, Misfits и Richard Hell Марки Рамоном в Московском ГлавClub. В рамках этого концерта также было снято концертное видео на песню «Hands Of Death» с одноимённого англоязычного альбома Kerosin, спродюсированного Эдом Стазиумом, звукоинженером и саунд-продюсером? известным по работе над альбомами Talking Heads, Ramones, Joan Jett, Misfits, Motorhead и многих других.
Несмотря на то, что англоязычный альбом был готов уже к концу 2018 года, из-за финансовых проблем, недопониманий внутри группы и прочих неурядиц, вышел он только в начале 2020 года. Примерно тогда же произошла очередная смена состава и в группу пришли барабанщик Данила Володин и бас-гитарист Иван Красильников. В обновленном составе Kerosin отыграли концерты в Москве и Воронеже, посетили несколько радио эфиров и представили публике новый сингл «101 Troubles».

## Состав
- Саша Рок-н-Ролл — вокал, гитара
- Данила Володин — барабаны
- Иван Красильников — бас-гитара, губная гармошка, бэк-вокал

### Бывшие участники
- Вова Хомяк — бас-гитара, бэк-вокал (2008—2010)
- Дима Крок — ударные (2008—2010)
- Даня Липовецкий — бас-гитара (2010—2012)
- Миша Басков — ударные (2010—2015)
- Евгений Кузьмин — бас-гитара, бэк-вокал (2012—2014)
- Евгений Иванников — ударные (2015—2016)
- Дмитрий Негодин — ударные (2016—2019)
- Никита Гавр — бас-гитара, бэк-вокал (2014—2020)

## Дискография
| 2010-е - 2009 — SPLIT! (KEROSIN/Mean Idols) | 2020-е - 2013 — «20 13» - 2014 — «Панк и рок-н-ролл» - 2015 — «Булавка в моём сердце» - 2017 — «Всем смертям назло» - 2020 — Kerosin |